# Lachnoptera ayresii
Lachnoptera ayresii is een vlinder uit de familie van de Nymphalidae. De wetenschappelijke naam van de soort is voor het eerst gepubliceerd in 1879 door Roland Trimen.
De spanwijdte van het mannetje bedraagt 56 millimeter en van het vrouwtje 60 millimeter.

## Verspreiding
Deze soort komt voor in de bossen van oostelijk- en zuidelijk tropisch Afrika waaronder Kenia, Tanzania (vasteland en het eiland Pemba), Zambia, Malawi, Mozambique, Zimbabwe en Zuid-Afrika.

## Waardplanten
De rups leeft op Rawsonia lucida (Achariaceae) en Vismia orientalis (Hypericaceae).